# Thomas & vännerna: Ta i så det ryker!
Thomas & vännerna: Ta i så det ryker! (engelska: Thomas & Friends: Calling All Engines!) är en brittisk barn familjefilm som hade världspremiär den 3 oktober 2005.  Filmen är regisserad av Steve Asquith med bland annat Michael Angelis och Michael Brandon i rollerna. Filmen är baserad på TV-serien Thomas och vännerna.

## Handling
När kontrollchefen berättar att det ska byggas en ny flygplats på Rälso blir alla glada och förväntansfulla. Samtidigt börjar en gammal maktkamp mellan ånglok och diesellok göra sig påmind och de har ingen lust att arbeta tillsammans. När ett bus går fel står framtiden för Rälsö och kontrollchefens järnväg på spel. Nu är det upp till Thomas att försöka få loken att komma överens så att de kan bygga 
klart flygplatsen i tid och rädda Rälsö.

## Rollista (röster)
| Michael Angelis | – Michael Brandon |